# Grécia nos Jogos Olímpicos de Verão de 2020
A Grécia está representada nos Jogos Olímpicos de Verão de 2020 por um total de 77 desportistas que competem em 15 desportos. Responsável pela equipa olímpica é o Comité Olímpico Helénico, bem como as federações desportivas nacionais da cada desporto com participação.
Os portadores da bandeira na cerimónia de abertura foram o ginasta Eleftherios Petrunias e a atiradora Anna Korakaki.

## Medalhistas
A equipa olímpica da Grécia tem obtido seguintes medalhas:
| Nome            | Desporto | Competição               |
| --------------- | -------- | ------------------------ |
| Ouro            |          |                          |
| Stefanos Duskos | Remo     | Scull individual (M1X) M |